# Gasthaus Zur Linde (Sulzbürg)

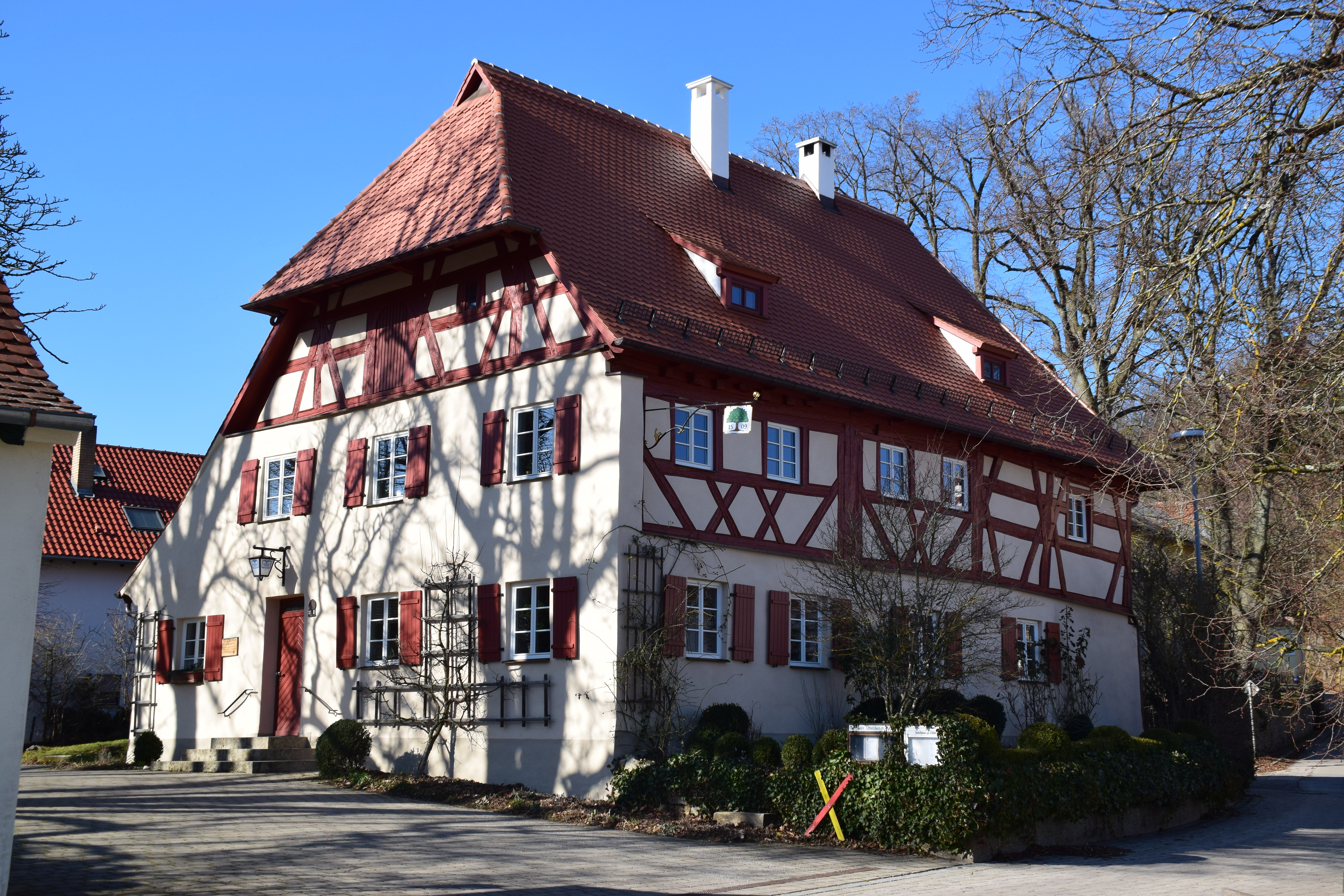
Gasthaus Zur Linde in Sulzbürg (2022)

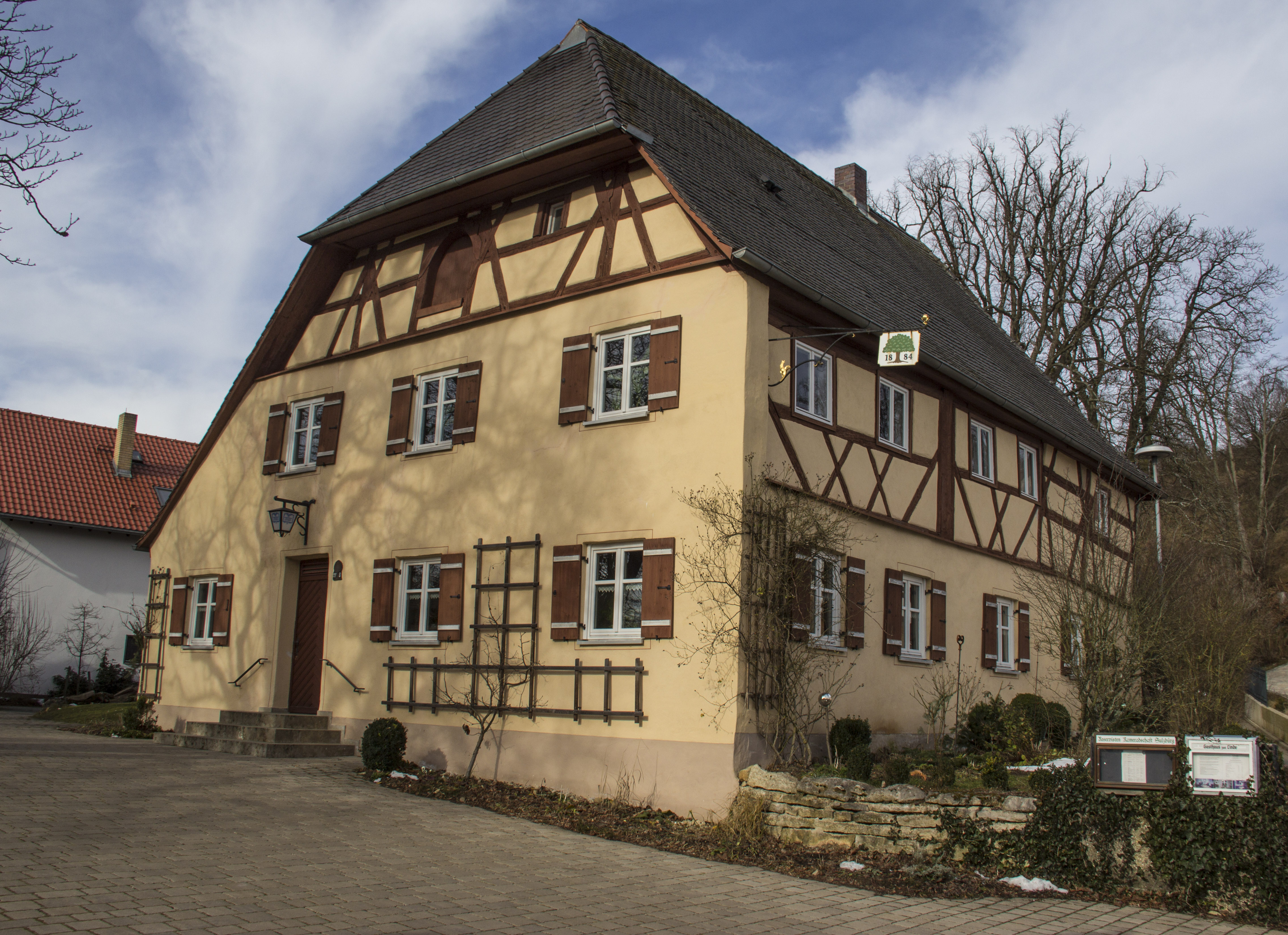
Aussehen im Jahr 2014

Das Gasthaus Zur Linde in Sulzbürg, einem Gemeindeteil von Mühlhausen im oberpfälzischen Landkreis Neumarkt in der Oberpfalz in Bayern, wurde im 17./18. Jahrhundert errichtet. Das Gasthaus am Marktplatz 8 ist ein geschütztes Baudenkmal.
Der zweigeschossige und traufständige Halbwalmdachbau mit Fußwalm und Fachwerkobergeschoss hat vier zu drei Fensterachsen. 
Der Giebel ist mit Mannfiguren und die Traufseite mit Andreaskreuzen verziert.